# Ramaria capucina
Ramaria capucina är en svampart som först beskrevs av Narcisse Theophile Patouillard, och fick sitt nu gällande namn av R.H. Petersen 1981. Ramaria capucina ingår i släktet Ramaria och familjen Gomphaceae.   Inga underarter finns listade i Catalogue of Life.